# Flamarada de raigs gamma suaus

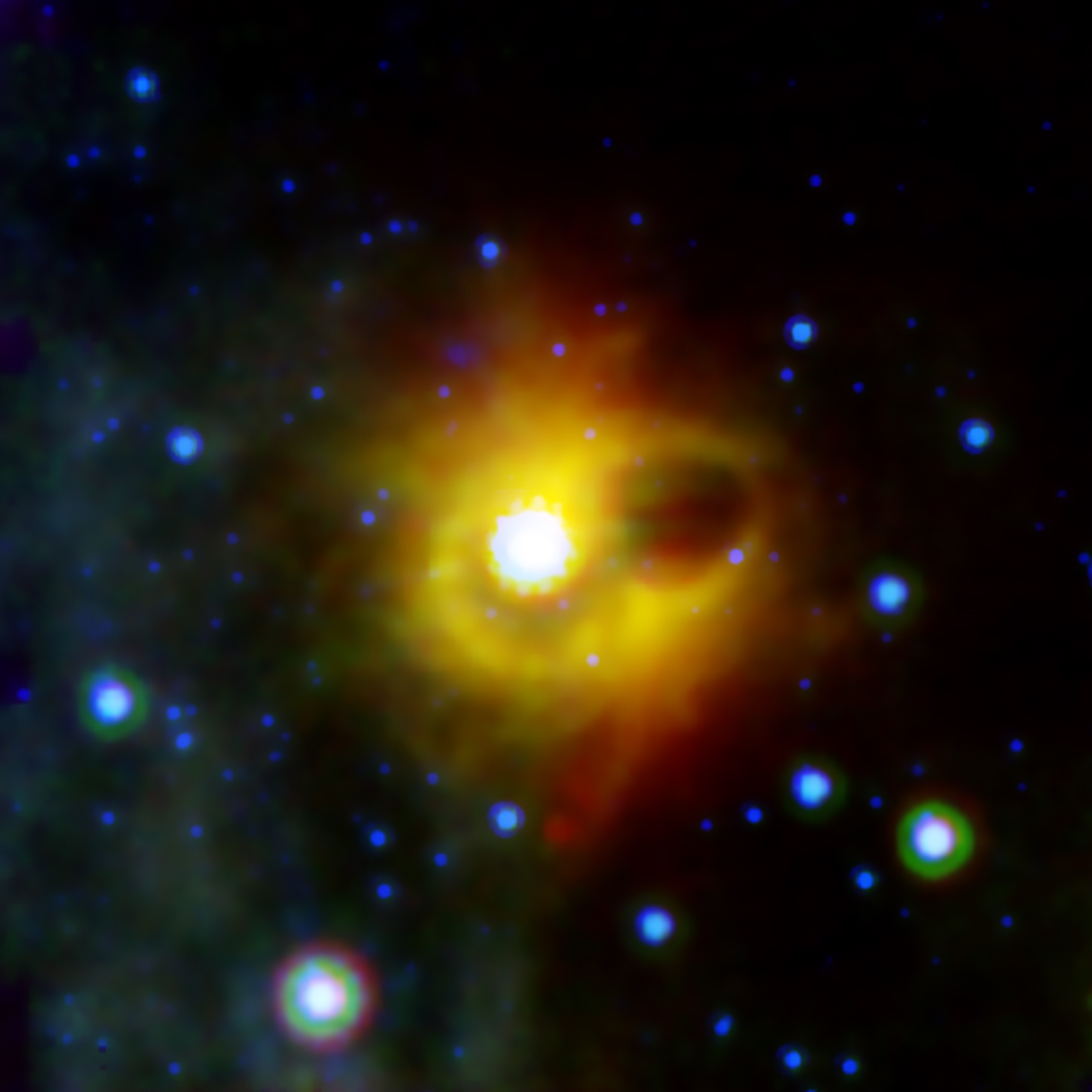
El magnetar SGR 1900+14 es troba al centre exacte de la imatge, que mostra un anell de gas circumdant de 7 ly de diàmetre en llum infraroja, tal com el veu el Telescopi Espacial Spitzer. El magnetar en si no és visible a aquesta longitud d'ona, però s'ha vist a la llum de raigs X en forma de SGR.

Una flamarada de raigs gamma suau (en anglès soft gamma repeater o SGR) és un objecte astronòmic que emet grans ràfegues de raigs gamma i X a intervals irregulars. Es conjectura que són un tipus de magnetar o, alternativament, estrelles de neutrons amb discos fòssils al voltant.
El 5 de març de 1979 es va observar un potent esclat de raigs gamma. Ja que tot un seguit de receptors en diferents llocs del sistema solar van veure l'explosió en moments lleugerament diferents, es va poder determinar seva direcció, i es va demostrar que s'originen a partir de prop d'una romanent de supernova en el Gran Núvol de Magalhães.